# Rima Hesiodus
Rima Hesiodus – rów  na powierzchni Księżyca o długości około 256 km. Znajduje się na obszarze Mare Nubium na współrzędnych selenograficznych ☾ 30,0°S 20,0°W/-30,000000 -20,000000. Ten szeroki rów ciągnie się od krateru Hesiodus w kierunku Palus Epidemiarum. Nazwa tego kanału została nadana w 1964 roku przez Międzynarodową Unię Astronomiczną i pochodzi od pobliskiego krateru Hesiodus.